# Thierry Groensteen
Thierry Groensteen (18 d'abril de 1957, Uccle, Brussel·les) és un historiador i teòric del còmic de nacionalitat belga i francesa.
A la dècada de 1980, va contribuir al desenvolupament de la teoria del còmic dirigint Les Cahiers de la bande dessinée, treballant després per a Le Monde. A través de missions institucionals, publicacions, exposicions, docència i conferències, ha continuat la seva tasca de teorització i legitimació del còmic. És un dels teòrics de la historieta de parla francesa més visibles, juntament amb Benoît Peeters, Pierre Fresnault-Deruelle i Harry Morgan. També escriu ficció.

## Biografia

### Formació (1960-1970)
Thierry Groensteen va néixer el 18 d'abril de 1957 a Uccle. De 1960 a 1975, va ser estudiant a l'Escola Europea de Brussel·les. A principis de la dècada de 1970, va fer classes de teatre, mentre dirigia Buck, el diari de la seva escola, que a poc a poc va transformar en un fanzine de còmics. Hi van publicar autors com Philippe Tome, amb les seves primeres làmines, o Numa Sadoul i Didier Pasamonik, que hi van participar mitjançant articles.
Després del batxillerat, va estudiar periodisme a partir de 1975 a l'IHECS (Institut des hautes études des communications sociales), de Tournai, del qual es va graduar el 1979. Després d'haver passar per Le Soir el 1978, va treballar durant cinc mesos com a intern a la Direcció General d'Informació de la Comissió de les Comunitats Europees. Després, com a periodista autònom, va escriure un butlletí setmanal anomenat Eurofocus. Durant aquest període, també va col·laborar amb 30 Jours d'Europe, Euroforum i Dossiers de l'Europe fins al 1983. No obstant això, a partir d'aqui, es va orientar principalment cap al còmic, mentre actuava com a actor aficionat en diverses companyies de Brussel·les.

### Publicacions i teoria del còmic (anys 1980)
L'any 1980, els seus amics Didier i Daniel Pasamonik, que acabaven de fundar l'editorial Magic Strip, van publicar el seu primer llibre, una monografia dedicada a Jacques Tardi. El llibre abandona la biografia per a centrar-se en una aproximació analítica a la seva obra i té l'aparença d'un llibre d'art. El 1981 publica amb Glénat L'Ingénue et le dictator com a guionista de còmics, la primera part de les aventures africanes d'Antoine i Victor, amb el dibuixant Jean Lucas. El segon episodi, Les Compagnons du Mashamba, va ser prepublicat a la revista de còmic Circus, sense aparèixer en format àlbum. La sèrie, pensada com una trilogia, va romandre així inacabada. Encara l'any 1981, col·labora habitualment en l'editorial de (À suivre) fins al gener de 1984. El 1983, va escriure articles editorials per a Spirou i va crear, amb l'autor Glem, el personatge Freddy Guidon, d'una curta durada (1983-1985). També va iniciar altres projectes de guió amb Séraphine i Philippe Wurm, sense arribar a bon port.
El gener de 1984, pren el relleu de la revista Les Cahiers de la bande dessinée, l'antic fanzine de Jacques Glénat, que es trobava en un moment de baixa passada la cinquantena de números publicats. Distribuïda en quioscs amb una tirada de 12.000 exemplars i unes vendes de 6 a 10.000 exemplars, la revista ofereix, sota la direcció de Groensteen, una aproximació crítica molt profunda al còmic. Ajuda a fer que el còmic sigui reconegut com una autèntica forma d'art pel públic en general i les universitats. Groensteen deixa el càrrec d'editor en cap el desembre de 1988, després de 28 números. Després de la seva marxa, la revista només es capaç de sobreviure uns mesos més. De 1986 a 1990, Groensteen també va escriure la columna mensual de còmics per al suplement literari de Le Monde. De setembre de 1986 a juny de 1989, va ensenyar el llenguatge del còmic a l'Institut d'Estudis Avançats en Comunicació Social de Mons, primer en solitari, després al costat de Thierry Smolderen. Es tracta de la seva primera experiència docent.
El 1987 va organitzar la conferència «Bande dessinée, récit et modernité» (lit. Còmic, narració i modernitat), que se celebra de l'1 a l'11 d'agost de 1987 a Cerisy. Jean-Christophe Menu va conèixer Lewis Trondheim allà. Les actes de la jornada són publicades per l'editorial Futuropolis.
El setembre de 1988 el Centre nacional de la bande dessinée et de l'image (CNBDI) d'Angulema el recluta com a «conseller científic». Groensteen es trasllada a Angoulême l'any següent. Paral·lelament a les seves missions per al CNBDI, ensenya la història i la teoria del còmic a l'École supérieure de l'image i posteriorment es va convertir en ponent habitual del seu Màster en Còmic, a partir del 2007. Va muntar la seva primera exposició al Centre d'Acció Cultural de la ciutat el 1990, Little Nemo and Other Dreams de Winsor McCay. A Angulema, també retornar a la seva passió teatral, interpretant Marivaux (La Dispute), Jean-Claude Grumberg (Rixe) i Martial Courcier (L'Opposé du contraire).

### Estudis i gestió de publicacions (anys 1990)
El 1991, va publicar amb Casterman L'Univers des Mangas : une introduction à la bande dessinée japonaise, la primera obra en llengua francesa totalment dedicada al còmic japonès, molt abans de l'arribada massiva del manga al mercat francòfon.
L'any 1992 va dimitir del CNBDI per a defensar a Toulouse-Le Mirail la seva tesi (DEA) Le système spatio-topique de la bande dessinée, per tal de fer validar per la universitat les seves competències professionals. El 1996, hi defensa una nova tesi, en Literatura moderna, anomenada Système de la bande dessinée, davant de Mireille Dottin-Orsini, Pierre Fresnault-Deruelle, Bernard Magné i Pascal Ory. La tesi rep la menció «très honorable» amb la felicitació del jurat. Fou publicada per Presses universitaires de France l'any 1999, amb el mateix títol. L'obra, força complexa, ofereix una aproximació semiòtica al còmic. Es traduirà a molts països i es completarà el 2011 amb un segon volum titulat Bande dessinée et narration, de la mateixa editorial.
El 1993, va ser un dels membres fundadors del comitè Oubapo (Ouvroir de bande dessinée potentiel), un grup basat en el model d'Oulipo. L'any 1997 col·labora en la primera publicació del grup, Oupus 1, editada per L'Association, amb un text fundacional que enumera les limitacions formals pròpies del còmic. Es va acomiadar del grup l'any 1999. A finals de 1993, va tornar al CNBDI com a director del museu. El 1994, va crear i dirigir, amb Henry Dougier, la col·lecció «Histoires graphiques» publicat per l'editorial Autrement. Fins al 1997 es van publicar cinc títols. El mateix any, va escriure amb Benoît Peeters una obra sobre Rodolphe Töpffer, del qual es reediten les històries en estampes per part d'Éditions du Seuil.
L'any 1996, quan Groensteen acabava d'obtenir la nacionalitat francesa, va aparèixer el primer número de la revista del museu del còmic, Neuvième Art, que ell va dirigir. Recollint el llegat de Cahiers de la bande dessinée, Neuvième Art, editada pel CNBDI, és una revista anual de luxe que fa una mirada crítica avançada tant al patrimoni del còmic com a les seves manifestacions més contemporànies.
Ampliant les seves participacions institucionals, Groensteen es va incorporar al Centre d'Étude de l'Écriture (grup de recerca París VII-CNRS) com a investigador associat el 1997 i fins al 2002. A partir de 1999 va escriure una columna de còmic a Vient de paraître, publicada per l'Association pour la diffusion de la pensée française (Ministeri francès d'afers exteriors).

### Activitats diverses (anys 2000)
El 2001, va dimitir del seu càrrec de director del Museu del Còmic. Durant els seus anys en aquest càrrec, va organitzar o participar en nombroses exposicions, sovint acompanyades de catàlegs, que van produir obres sobre George Herriman, Caran d'Ache, Alberto Breccia, Alex Barbier o Popeye. També munta exposicions a Alemanya (a Hamburg i Hildesheim) i és comissari de «Maîtres de la bande dessinée européenne», que la Biblioteca Nacional de França va presentar a la tardor del 2000.
Rebent una beca anomenada «d'année sabbatique» (d'any sabàtic) del Centre Nacional du Livre el juny de 2001, es consacra de ple a l'escriptura. L'any 2002 va publicar un llibre sobre el còmic La Cage de Martin Vaughn-James i l'any següent Lignes de vie, dedicat al rostre en els còmics.

### Editor
L'any 2002, després d'haver esdevingut administrador de la Maison des Auteurs, a la qual va exercir de secretari abans d'assumir-ne la presidència, va crear, encara a Angulema, la seva editorial, les Éditions de l'An 2. El seu objectiu és combinar la intransigència editorial amb la rendibilitat econòmica. La seva política editorial es basa en un camí mitjà entre l'edició alternativa i les grans editorials. Publica còmics contemporanis (de Jens Harder, Olivier Schrauwen, Anthony Pastor i Florent Grouazel o Younn Locard), crea una col·lecció militant, «Traits féminins», amb Barbara Yelin, reedita grans obres del passat a la col·lecció «Krazy Klassics» (A. B. Frost, Fletcher Hanks, Guido Crepax, H. M. Bateman, Antonio Rubino, Ernie Bushmiller, Cliff Sterrett, etc.), i ofereix diverses obres crítiques, escrites per Groensteen o per Harry Morgan.
L'An 2 coedita els números 8 al 13 de la revista Neuvième Art, que ha passat a ser bianual. Tanmateix, Jean-Marie Compte, aleshores director del CNBDI, va decidir desmaterialitzar la revista, quedant únicament en format digital en línia. L'any 2006, Groensteen va publicar una nova obra crítica, dedicada a la comèdia a l'obra d'Hergé i l'assaig Un objet culturel non identifié, que fa balanç de trenta anys de progressiva legitimació del còmic, tot explicant per què persisteixen certs tòpics.
El 28 de desembre de 2006, L'An 2 es va declarar en concurs de creditors després de 67 títols publicats. L'any següent, Groensteen va dirigir la col·lecció «Actes Sud-L'An 2» per a l'editorial Actes Sud, continuant la seva tasca com a editor sense necessitat d'una estructura independent. El 2008, va escriure el guió de l'àlbum Les Pierres aveugles, una història d'amor ambientada en un teló de fons de lluita tribal i fanatisme religiós al Iemen, publicat per Actes Sud.
El 2009 va publicar La Bande dessinée, son histoire et ses maîtres, una obra voluminosa que serveix de catàleg per al nou Museu del Còmic, situat ara als Chais Magelis d'Angulema. Va assumir el càrrec de redactor en cap de la revista digital NeuvièmeArt2.0 fins al juny de 2021. També va llançar el seu propi blog, titulat Neuf et demi, el gener de 2010, en el qual durant tot un any hi va publicar nombrosos articles crítics. La mediateca François-Mitterrand de Poitiers li va dedicar una exposició: Une vie pour la bande dessinée. L'any 2010, amb Gilles Ciment i altres col·laboradors, es va publicar 100 cases de maître : un art graphique, la bande dessinée (editat per La Martinière), que analitza l'obra de cent autors.
Va participar en l'obra col·lectiva L'Art de la bande dessinée, obra que va consolidar definitivament el còmic com a art, publicada per Citadelles & Mazenod (2012) i que va ser censurada pel sistema educatiu nacional el 2014.
A partir de 2012, esdevé cap de projecte al Consell Departamental, adscrit a la Cité internationale de la BD (CIBDI), per a la qual va muntar noves exposicions (Parodies, Nocturnes, Mode et bande dessinée, etc.) Encara li interessa la bogeria arquitectònica dels germans Réthoré a La Mercerie : una bogeria de Charente el 2013. L'any 2014 va publicar M. Töpffer invente la bande dessinée (ed. Les Impressions nouvelles), una obra sobre els orígens de la historieta i inicia així una polèmica amb el seu amic Smolderen. Participa en el consell científic dels «États généraux de la bande dessinée» el 2015 i, el mateix any, va publicar Un art en expansion : Dix Chefs-d'œuvre de la bande dessinée moderne (ed. Les Impressions nouvelles) i col·labora en la sèrie documental Phylactère del director Marc Faye, la qual inclou 25 épisodes. Munta l'exposició Un siècle d'affiches politiques et sociales en bande dessinée amb Michel Dixmier al Museu del Còmic d'Angulema que se celebra d'octubre a desembre de 2016.

### Temps d'escriptura
Amb motiu del seu seixantè aniversari, Thierry Groensteen va donar els seus arxius a la biblioteca de la Cité. També va ser l'any 2017 quan es va publicar La bande dessinée au tournant (ed. Les Impressions nouvelles), que recull els canvis en l'estat i el mercat del còmic. El 2018, amb un breu assaig titulat L’Excellence de chaque art dins «Iconotextes» publicat per Presses universitaires François-Rabelais, fa balanç de la qüestió del paral·lelisme de les arts.
A principis del 2019 va publicar una monografia en homenatge a Marcel Gotlib Gotlib Un abécédaire (ed. Les Impressions nouvelles) i després va ser amb el pseudònim de Noé Sergent (anagrama de Groensteen) que va publicar el thriller Écran noir sur Angoulême amb les edicions La Déviation el mateix any. Malgrat les seves reticències inicials, col·labora amb Lewis Trondheim, d'on en surt el còmic Entretiens avec Lewis Trondheim publicat per L'Association el 2020.
A prop de la jubilació, Groensteen escriu la seva autobiografia, la qual fa il·lustrar per François Ayroles a la col·lecció «Mémoire vive» publicat per PLG el 2021. Des de setembre, ha estat nomenat membre del jurat que designa els artistes que crearan frescos permanents per a les estacions de la línea de metro Grand Paris Express. Mentre que el novembre del mateix any, va reprendre l'escriptura de publicacions al seu blog. L'any 2022, Groensteen va començar completant el seu Système de la bande dessinée amb el tercer volum, La Bande dessinée et le temps (ed. Presses universitaires François-Rabelais), en el qual demostra la importància cabdal de la representació del temps en la literatura d'imatge. Uns mesos més tard també va publicar La Bande Dessinée en France à la Belle Époque : 1880-1914 (ed. Les Impressions nouvelles) tot explorant una part poc coneguda de la història del 9è art. Sortint-se de la seva especialitat, escriu Belles Bêtes. Chefs-d’œuvre de l’art animalie, un llibre d'art publicat el septembre 2023 per Nouvelles Éditions Scala i que tracta de la representació dels animals des de la prehistòria fins a l'actualitat.

### Conferències
Groensteen ha fet conferències públiques a Aix, Angoulême, Bastia, Barcelona, Berlín, Berna, Brussel·les, Charleroi, Koblenz, Ginebra, Hanoi, Helsin, Lausana, Lieja, Londres, Lió, Mégève, Nova York, París, Praga, Sant Petersburg, Toronto, València, Växjö i Wsahington.
Al mateix temps, Thierry Groensteen és el traductor, l'autor del prefaci i escriu els fitxers de les edicions completes de nombrosos àlbums de còmics. Col·labora ocasionalment a les revistes Le Débat, Esprit, Genesis i Livres Hebdo.

### Acadèmia de Belles Arts
El 15 d'abril de 2024 fou elegit corresponsal de la secció de gravat i dibuix de l'Acadèmia de Belles Arts de l'Institut de França.

### Vida privada
Viu a Charente des de 1989, té una filla anomenada Audrey, nascuda el maig de 1988 i un fill anomenat Léo, nascut el setembre de 1994.

## Obres

### Publicacions

#### Treballs sobre còmic
- Tardi, Brussel·les: Magic Strip, 1980
- Hermann, Paris: A. Littaye, 1982
- Avec Alix (amb Jacques Martin), Tournai: Casterman, 1984 ISBN 2-203-31351-X. Reedició ampliada el 1987 (ISBN 2-203-32601-8) i el 2002 (ISBN 2-203-34905-0).
- La Bande dessinée depuis 1975, Paris: M.A., col. «Le Monde de», 1985 ISBN 2-86676-186-3.
- Groensteen, Thierry. Animaux en cases (en francès). Futuropolis, 1987, p. 223. ISBN 9782737656330. OCLC 30716219..
- L'Univers des mangas, une introduction à la BD japonaise,[20] Tournai : Casterman, 1991 ISBN 2-203-32603-4.
  - Réédition mise à jour en 1996[90] ISBN 2-203-32606-9.
- Peeters, Benoît. Töpffer (en francès). Hermann, 1994, p. 245 (Collection Savoir, Sur l'art). ISBN 9782737656330. OCLC 762536734..
- Töpffer, l’invention de la bande dessinée (avec Benoît Peeters), Hermann, Paris, coll. « Savoirs sur l'art », 1994 ISBN 2-7056-6214-6.
- La Bande dessinée,[91] Toulouse : Milan, coll. « Les essentiels », 1996 ISBN 2-84113-489-X.
  - Réédition mise à jour en 2005 ISBN 2-7459-1039-6.
- Histoires sans paroles du Chat noir[92] (en francès). Musée de la bande dessinée, 1998, p. 64 (Bibliothèque du 9ème art). ISBN 9782907848138. OCLC 41463774. BNF 37025451z..
- La Bande dessinée en France, Paris : Association pour la diffusion de la pensée française et Angoulême : CNBDI, 1998 ISBN 2-911127-51-X.
- Système de la bande dessinée, Paris : Presses universitaires de France, coll. « Formes sémiotiques » :

1. Système de la bande dessinée, 1999 (ISBN 2-13-050183-4)
2. Bande dessinée et Narration : Système de la bande dessinée 2.,[93][22] 2011 (ISBN 978-2-13-058487-2).
3. Système de la bande dessinée, PUF, 2025 (ISBN 9782130872702) — Edició definitiva.

- Astérix, Barbarella et Cie : Histoire de la bande dessinée d'expression française à travers les collections du musée de la bande dessinée d'Angoulême,[94] Angoulême : CNBDI et Paris : Somogy, 2000 ISBN 2-85056-389-7.
- La Construction de La Cage, autopsie d'un roman visuel,[25] Bruxelles : Les Impressions nouvelles, 2002 ISBN 2-906131-42-3.
- Lignes de vie : Le Visage dessiné,[26] Saint-Égrève : Mosquito, 2003 ISBN 2-908551-52-7.
- Le Rire de Tintin : Essai sur le comique hergéen,[95] Bruxelles : Moulinsart, 2006 ISBN 2-87424-108-3.
- La Bande dessinée : Un objet culturel non identifié,[96] Angoulême : Éditions de l'An 2, coll. « Essais », 2006 ISBN 2-84856-078-9.
- L’Art d’Alain Saint-Ogan[97] (avec Harry Morgan), Arles : Actes Sud, coll. « Actes Sud-L’An 2 », 2007 ISBN 978-2-7427-7106-6.
- La Bande dessinée mode d’emploi,[98] Bruxelles : Les Impressions nouvelles, 2008 ISBN 978-2-87449-041-5.
- En chemin avec Baudoin,[99] Montrouge : PLG, 2008 ISBN 978-2-917837-00-9.
- Le Petit Catalogue du Musée de la bande dessinée,[100] Paris : Skira-Flammarion, 2009 ISBN 978-2-08-122758-3.
- La Bande dessinée, son histoire et ses maîtres,[100] Paris : Skira-Flammarion et Angoulême : CIBDI, 2009 ISBN 9782081227576.
- Parodies : la bande dessinée au second degré, Paris : Skira-Flammarion, 2010 ISBN 978-2-08-124566-2.
- Entretiens avec Joann Sfar,[101] Bruxelles : Les Impressions nouvelles, 2013 ISBN 978-2-87449-158-0.
- M. Töpffer invente la bande dessinée, Bruxelles : Les Impressions nouvelles, 2014 ISBN 978-2-87449-187-0.
- Un art en expansion : Dix Chefs-d'œuvre de la bande dessinée moderne,[53] Bruxelles : Les Impressions nouvelles, 2015 ISBN 978-2-87449-300-3.
- La Bande dessinée au tournant,[57] Bruxelles : Les Impressions nouvelles, 2017 ISBN 978-2-87449-436-9.
- Gotlib : un abécédaire,[59] Bruxelles : Les Impressions nouvelles, 2019 ISBN 978-2-87449-646-2.
- Entretiens avec Lewis Trondheim,[61] Paris : L'Association, 2020 ISBN 978-2844147691.
- La bande dessinée et le temps[64]. Presses universitaires François-Rabelais, janvier 2022, p. 154 (Iconotextes). ISBN 9782869068087. OCLC 1314897150.
- La bande dessinée en France à la Belle Époque : 1880-1914[65]. Les Impressions nouvelles, octobre 2022, p. 191. ISBN 9782874499883. OCLC 1348632174..

#### Còmics
- L'Ingénue et le Dictateur (Glénat). Grenoble, 1981(ISBN 2723402568). Guió: Thierry Groensteen. Dibuix: Jean Lucas. C
- Les Pierres aveugles (Éditions de l'An 2). Col. Actes Sud - L'An 2, Arles, 2008. ( ISBN 978-2-7427-7331-2). Guió: Thierry Groensteen. Dibuix: Patrice Cablat

#### Direcció d'obres sobre còmic
- L’Année de la bande dessinée 84-85 (avec Stan Barets), Grenoble : Glénat, 1984 .
- L’Année de la bande dessinée 85-86 (avec Stan Barets), Grenoble : Glénat, 1985.
- L’Année de la bande dessinée 86-87 (avec Stan Barets), Grenoble : Glénat, 1986.
- L’Année de la bande dessinée 87-88 (avec Stan Barets), Grenoble : Glénat, 1987 ISBN 2-72340877-9.
- L’Année de la bande dessinée 88-89 (avec Stan Barets), Grenoble : Glénat, 1988.
- Bande dessinée, Récit et Modernité : Centre culturel international de Cerisy-la-Salle, 1-11 août 1987, Paris : Futuropolis et Angoulême : CNBDI, 1988 ISBN 2-7376-5689-3.
- Répertoire professionnel de la bande dessinée francophone 1989, Angoulême : CNBDI et Paris : Cercle de la librairie, 1989. Il a également dirigé les éditions 1990 et 1992.
- Little Nemo au pays de Winsor McCay, Angoulême : CNBDI et Toulouse : Milan, 1990 ISBN 2-86726-559-2.
- Toute la bande dessinée 92, Paris : Dargaud, 1993 ISBN 2-205-04180-0.
- Couleur directe, Thurn : Kunst der Comics, 1994 ISBN 9783923102860.
- La Bédéthèque idéale (avec Catherine Ternaux), Angoulême : CNBDI, 1997 ISBN 2-907848-08-9.
  - Réédition augmentée en 1998 ISBN 2-907848-16-X.
- L’Égypte dans la bande dessinée,[102] CRDP de Poitou-Charentes-CNBDI-Musée d’Angers, 1998 ISBN 2-86632-474-9.
- La Transécriture : Pour une théorie de l’adaptation (avec André Gaudreault), colloque de Cerisy, Québec : Nota Bene et Angoulême : CNBDI, 1998 ISBN 2-921053-98-5 i ISBN 2-907848-15-1.
- L’Humour graphique fin de siècle : De Goossens à Daumier, de Caran d'Ache à Glen Baxter,[103] Angoulême : CNBDI et Saint-Denis : Presses universitaires de Vincennes, coll. « Humoresques » No. 10, 1999 ISBN 2-84-292-051-1.
- « On tue à chaque page ! » La loi de juillet 1949 sur les publications destinées à la jeunesse[104] (avec Thierry Crépin), Paris : Éditions du Temps et Angoulême : CNBDI, 1999 ISBN 2-84274-098-X.
- Trait de génie : Giraud-Moebius, Angoulême : CNBDI, janvier 2000 ISBN 2-907848-24-0.
- Maîtres de la bande dessinée européenne, Paris : Bibliothèque nationale de France / Éditions du Seuil, 2000 ISBN 2-7177-2121-5 i ISBN 2-02-043657-4.
- Maîtres de la bande dessinée européenne : Le Cahier, Paris : Bibliothèque nationale de France, 2000 ISBN 2-7177-2128-2.
- Guide international des musées de la bande dessinée, Angoulême : CNBDI, 2001 ISBN 2-907848-28-3. Ouvrage quadrilingue français, anglais, japonais et espagnol.
- Primé à Angoulême. 30 ans de bande dessinée à travers le palmarès du festival,[26] Angoulême : L’An 2, 2003 ISBN 2-84856-003-7.
- Angoulême, la BD dans la ville, Angoulême : L'An 2, 2003 ISBN 2-84856-008-8.
  - Réédition augmentée en 2005 ISBN 2-84856-037-1.
- Artistes de bande dessinée (conversations),[105] Angoulême : L’An 2, 2003 ISBN 2-84856-012-6.
- Les Musées imaginaires de la bande dessinée[106] (avec Gaby Scaon), Angoulême : CNBDI / L’An 2, 2004 ISBN 2-84856-017-7.
- Verve : Ever Meulen 1988-2005[107] (avec Art Spiegelman et Bart De Keyser), Angoulême : L'An 2, 2006 ISBN 2-84856-053-3.
- 100 Cases de maître : Un art graphique, la bande dessinée[108] (avec Gilles Ciment), Paris : La Martinière, 2010 ISBN 978-2-7324-4140-5.
- Trondheim, Lewis. Le Bouquin de la bande dessinée[109] · [16] · [13] (en francès). Éditions Robert Laffont; La Cité internationale de la bande dessinée et de l'image, 2020, p. 854. ISBN 9782221247068. OCLC 1236453113..

#### Catàlegs d'exposició
- Les Années Caran d'Ache, Angoulême : CNBDI, 1998ISBN 2-907848-12-7 .
- Krazy Herriman,[110] Angoulême : CNBDI, 1997ISBN 2-907848-09-7 .
- Popeye est c’qu’il est et v’là tout c’qu’il est, Angoulême : CNBDI, 2001 ISBN 2-907848-31-3 .
- Nocturnes. Le rêve dans la bande dessinée, Citadelles & Mazenod, 2013 ISBN 978-2-85088-560-0 .
- Bande dessinée 1964-2024, Centre Pompidou Edicions, 2024 ISBN 978-2844269829 .

#### Novel·les
- Parole de singe.[111] Brussel·les: Noves impressions, col. "Joventut», 2012, 240 p.ISBN 978-2-87449-146-7 .
- Écran noir sur Angoulême.[60] (sota el pseudònim-anagrama de Noé Sergent), Caudebec-en-Caux, La Déviation, 2019, 228 p.ISBN 979-10-96373-23-9.

#### Altre assaig
- La Mercerie, una follia de Charente,[89][49] Brussel·les : Noves impressions, 2013 ISBN 978-2-87449-168-9 .
- L'excellence de chaque art[58] (en francès). Presses universitaires François-Rabelais, janvier 2018, p. 114 (Iconotextes). ISBN 9782869066496. OCLC 1023604327.

#### Beaux-livres
- Belles bêtes : chefs-d'œuvre de l'art animalier (en francès). Nouvelles éditions Scala, septembre 2023, p. 190. ISBN 9782359882872..

#### Publicacions en revistes i diaris
- Fabrice Piault «BD : une année de réorganisation». Livres Hebdo, 3, 1-1992, pàg. 61-86. ISSN: 0294-0000. Livres Hebdo3.
- «Contre-culture, culture de masse ou divertissement?». Esprit. Éditions Esprit, mars-avril 2002. ISSN: 0014-0759. Esprit2002 [Consulta: 16 décembre 2022].
- «L’hypothèse Lascaux». Communication & langages, 178, avril 2013, pàg. 117-125. DOI: 10.3917/comla.178.0117 [Consulta: 7 décembre 2024]..
- «La fabrique de la bande dessinée». Genesis (Manuscrits-Recherche-Invention). Persée (portail), 43, 2016, pàg. 43-50. ISSN: 2268-1590. Génésis43 [Consulta: 16 décembre 2022].
- «1833-2000 : une brève histoire de la bande dessinée[112]». Le Débat. Gallimard, 195, 5-2017, pàg. 51-66. DOI: 10.3917/deba.195.0051. ISSN: 0246-2346 [Consulta: 7 décembre 2024]..

## Comissariat d'exposicions
- Little Nemo et autres songes de Winsor McCay,[113] Angoulême, janvier 1990, remontée à Sierre et à Rio
- Alberto Breccia, Angoulême, janvier 1992, remontée à Paris
- Storyboard : 90 ans de dessins pour le cinéma, Paris, Palais de Tokyo, avril 1992, remontée à Angoulême[114]
- Couleur directe, Hambourg,[115] mai 1993, remontée à Blois, Trévise et Barcelone
- Alex Barbier, les paysages de la nuit,[116] Angoulême, janvier 1994
- Anges et démons,[117] Angoulême, janvier 1994, remontée à la Martinique
- Saint-Ogan l’enchanteur,[118] Angoulême, janvier 1995, remontée à Sierre
- Naissance de la bande dessinée : les histoires en estampes de Rodolphe Töpffer, Angoulême, janvier 1996, remontée à Genève, Hanovre et Bruxelles
- Krazy Herriman,[110] Angoulême, janvier 1997
- Les Années Caran d'Ache,[119] Angoulême, janvier 1998
- Tout’an BD, L’Égypte dans la bande dessinée,[102] Angoulême, Musée de la bande dessinée, été 1998, remontée à Angers et à Chatou
- 49-956 : 50 ans de démoralisation de la jeunesse, Angoulême, janvier 1999
- Astérix, Barbarella et Cie - Trésors du musée de la bande dessinée d'Angoulême,[120] Hildesheim, Basse-Saxe, Musée Roemer et Pelizaeus, 26 mai 2000- - 1 octobre 2000
- Maîtres de la bande dessinée européenne,[121] Bibliothèque nationale de France, Site François-Mitterrand, Grande Galerie, du 10 octobre 2000 au 7 janvier 2001. Remontée au CNBDI du 24 janvier 2001- au 29 avril 2001
- Popeye est c'qu'il est et voilà tout c'qu'il est,[122] Angoulême, Musée de la bande dessinée, juin-octobre 2001
- Parodies. La bande dessinée au second degré,[123] Angoulême, Musée de la bande dessinée, janvier à avril 2011
- Le Musée privé d’Art Spiegelman,[124] Angoulême, Musée de la bande dessinée, janvier à mai 2012
- Nocturnes. Le rêve dans la bande dessinée,[125] Angoulême, Musée de la bande dessinée, décembre 2013 à mars 2014. Remontée en 2015 à la Bibliothèque départementale des Bouches-du-Rhône.
- Un siècle d'affiches politiques et sociales en bande dessinée (Groensteen co-commissaire d'exposition avec Michel Dixmier),[54] Angoulême, Musée de la bande dessinée, octobre à décembre 2016
- La bande dessinée d’expression française aujourd’hui,[126] Francfort, Foire internationale du livre, Pavillon "Francfort en français", 11-15 octobre 2017. Remontée en 2018 à Liège[127] (festival de la BD, février), au Vietnam – Hué (avril) et Hanoï[128] (juillet) – et en Charente (médiathèque Alpha + Epiphyte, juillet-août)
- Mai 68 et la bande dessinée,[129] Angoulême, Musée de la bande dessinée, mai à novembre 2018
- Roman graphique,[130] Montricher, Fondation Jan Michalski, du 2 novembre 2018 au 7 janvier 2019
- Alfred : Vagabondages graphiques,[131] Angoulême, Musée de la bande dessinée, février à juin 2019
- Mode et bande dessinée,[132] Angoulême, Musée de la bande dessinée, du 18 décembre 2021 au 6 janvier 2020
- Lewis Trondheim fait des histoires,[133] Angoulême, Musée de la Bande dessinée, 29 janvier au 10 mai 2020. Remontée à Montpellier (Médiathèque de l’Hérault, Pierresvives),[134] d’octobre 2022 à janvier 2023.
- Lignes de crête[135] · ,[136] Le Palais – Espace d’Arts Moderne et Contemporain Edith Allard, Megève du 18 décembre 2021 au 18 avril 2022.
- Edmond Baudoin : dessiner la vie,[137] Angoulême, mars 2022.
- Bandes dessinées, 1964-2024[138] avec Anne Lemonnier, Emmanuèle Payen et Lucas Hureau, Centre Pompidou, Galerie 2, Paris, 29 mai 2024- au 4 novembre 2024.

## Premis
- 1995: Premi Bloody Mary per la direcció de L'Argent roi.
- 2004: Premi Patrimoni al Festival d' Angoulême per L'Anthologie Arthur Burdett Frost.[139]
- 2010: Prix de l'audace al Festival d'Angoulême per Alpha... directions, de Jens Harder.[140]
- 2013: Premi Polar SNCF al Festival d' Angoulême per Castilla Drive, per Anthony Pastor.[141]
- 2013: Nou Premi de Revisió Educativa per a la novel·la Parole de Singe.[111]
- 2015: Premi Artemisia per a Irmina, de Barbara Yelin.[142]
- 2017: Grand Prix Artémisia per Frapper le sol, de Céline Wagner.[143]

### Revistes periòdiques
- Thierry Groensteen «Le Musée de la bande dessinée». Le Collectionneur de bandes dessinées, 76, février 1995, pàg. 20-23. ISSN: 0151-4407. Petitfaux.
- Thierry Groensteen «Entretien avec Thierry Groensteen». L'Indispensable, 1, juin 1998, pàg. 17-24 [Consulta: 12 décembre 2022].
- Thierry Groensteen «Out of Angoulême». BoDoï, 42, 2001-6, pàg. 6-7..
- Thierry Groensteen «‘Acquire the Widest Possible Comics Culture’, an interview with Thierry Groensteen» (en anglès). International Journal of Comic Art, 19, 1, printemps-été 2017, pàg. 205-218. Lent..

### Articles
- Ariel Herbez «Tintin rit, les filles dessinent». Le Temps, 29 avril 2006 [Consulta: 12 décembre 2022]..
- Thierry Groensteen «Thierry Groensteen, éditeur d'Anthony Pastor, au sujet de Castilla Drive». k-libre, 3 février 2013. klibre [Consulta: 12 décembre 2022].
- Hélène Rietsch «Écran noir sur Angoulême, un polar made in Charente». Sud Ouest, 21 juin 2019. Rietsch.
- Anne Cavarroc «"Une vie dans les cases" : une autobiographie de Thierry Groensteen». Prologue, 18-11-2021. Cavarroc [Consulta: 13 décembre 2022].
- Thierry Groensteen «Thierry Groensteen : “Une vie ne suffirait pas à faire le tour de la bande dessinée”». artistik rezo, 15 juin 2020 [Consulta: 12 décembre 2022]..
- Rédacteur institutionnel «Spécial BD20>21 : « Le Bouquin de la bande dessinée », un voyage dans l'univers du 9e art». Ministère de la Culture, 4 février 2021. MinCulture [Consulta: 13 décembre 2022].
- Thierry Groensteen «« La bande dessinée est devenue une industrie » : il a vu la BD grandir et s’émanciper». Sud Ouest, 07-03-2022. LeCozic [Consulta: 14 décembre 2022].
- Thierry Groensteen «Thierry Groensteen : itinéraire d’un théoricien de la BD». ActuaBD, 26-03-2022. PodcastActuaBD [Consulta: 13 décembre 2022]..

## Enlaços externs
- Les Impressions nouvelles. «Thierry Groensteen» (URL). [Consulta: 4 avril 2022].